# 陳年穀
陳年穀（？—？），又名熟美，湖廣襄陽府均州人，清朝政治人物。

## 生平
出身於官宦家族，順治八年（1651年）辛卯科湖廣鄉試舉人，十二年（1655年）乙未科進士。任貴州按察使兼貴州布政使司參政、分巡思石。